# S:t Lars kapell, Lövö
S:t Lars kapell (finska: Pyhän Laurin kappeli), även känd som Lövö kapell, är en kyrka i Lövö i Helsingfors. Den byggdes då Munkkiniemen seurakunta medlemsantal ökade som församlingens andra kyrka. Kapellet och dess atriumgård ritades av Olli Kivinen. Kyrkan blev klar år 1983. Kapellets orgel, från 1984, är tillverkad av orgelbyggeriet Matti Eerola.